# Kajetan Broniewski
Kajetan Tomasz Broniewski (Zabrze, 6 de marzo de 1963) es un deportista polaco que compitió en remo.
Participó en tres Juegos Olímpicos de Verano, entre los años 1988 y 1996, obteniendo una medalla de bronce en Barcelona 1992, en la prueba de scull individual. Ganó una medalla de bronce en el Campeonato Mundial de Remo de 1991, en la misma prueba.

## Palmarés internacional
| Juegos Olímpicos   | Juegos Olímpicos   | Juegos Olímpicos  | Juegos Olímpicos |
| Año                | Lugar              | Medalla           | Prueba           |
| ------------------ | ------------------ | ----------------- | ---------------- |
| 1992               | Barcelona (España) | Medalla de bronce | Scull individual |
| Campeonato Mundial |                    |                   |                  |
| Año                | Lugar              | Medalla           | Prueba           |
| 1991               | Viena (Austria)    | Medalla de bronce | Scull individual |